# Road to Revolution: Live at Milton Keynes
«Road to Revolution» — другий концертний альбом американського гурту Linkin Park (раніше виходили «Frat Party at the Pankake Festival», «The Making of Meteora», «Live In Texas») виданий 29 липня 2008 року.

## Про альбом
Запис концерту гурту Linkin Park 26 липня 2008 року в англійському місті Мілтон-Кінз. Будучи частиною туру «Project Revolution», цей концерт став одним із найбільших у літньому турі гурта 2008 року.

## Список композицій

### CD
1. «One Step Closer» — 4:07
2. «From The Inside» — 3:24
3. «No More Sorrow» — 5:06
4. «Given Up» — 3:15
5. «Lying From You» — 3:19
6. «Hands Held High» — 1:26
7. «Leave Out All The Rest» — 3:23
8. «Numb» — 3:46
9. «The Little Things Give You Away» — 7:19
10. «Breaking The Habit» — 4:24
11. «Shadow Of The Day» — 4:17
12. «Crawling» — 4:57
13. «In The End» — 3:50
14. «Pushing Me Away» — 3:18
15. «What I've Done» — 5:01
16. «Numb/Encore (with Jay-Z)» — 3:01
17. «Jigga What/Faint (with Jay-Z)» — 5:10
18. «Bleed It Out» — 8:15

### DVD
1. «One Step Closer» — 4:07
2. «From The Inside» — 3:24
3. «No More Sorrow» — 5:06
4. «Wake» — 2:12
5. «Given Up» — 3:15
6. «Lying From You» — 3:19
7. «Hands Held High» — 1:26
8. «Leave Out All The Rest» — 3:23
9. «Numb» — 3:46
10. «The Little Things Give You Away» — 7:19
11. «Breaking The Habit» — 4:24
12. «Shadow Of The Day» — 4:17
13. «Crawling» — 4:57
14. «In The End» — 3:50
15. «Pushing Me Away» — 3:18
16. «What I've Done» — 5:01
17. «Numb/Encore (with Jay-Z)» — 3:01
18. «Jigga What/Faint (with Jay-Z)» — 5:10
19. «Bleed It Out» — 8:15
20. «Somewhere I Belong (Бонусний)» — 3:40
21. «Papercut (Бонусний)» — 3:50
22. «Points Of Authority (Бонусний)» — 5:03

## Учасники запису
- Честер Беннінґтон — вокал, гітара
- Майк Шинода — вокал, клавішні, гітара
- Бред Делсон — гітара
- Роб Бурдон — барабани
- Джо Хан — DJ, семплування
- Дейв Фаррел (Phoenix) — бас-гітара, бек-вокал
- Jay-Z — вокал